# 朵甘思千戶所
朵甘思千戶所，是明朝藏区土司机构名称，为千戶所。
明太祖洪武七年（1374年）十二月设置朵甘思千戶所，治所在今四川省甘孜藏族自治州北部。洪武二十一年（1388年），朵甘都司荐举监藏扎思巴为朵甘卫千户，赐给他诰命。宣德二年（1427年）二月，明宣宗颁赐朵甘卫千户所印。长官由当地望族首领担任。贡使每年进京向朝廷进贡一次，领取朝廷次给的勘合，在四川比号，从雅州（今雅安市）入朝。后改为三年向明朝进贡一次。千戶所的官员依土官袭替的例子承袭。